# Ashiya
Ashiya (japanisch 芦屋市, -shi) ist eine Stadt im Hanshin-Gebiet zwischen Osaka und Kōbe in der Präfektur Hyōgo in Japan. Sie ist Teil des großen Ballungsraumes Kansai. Ihre jetzige Verwaltungsstruktur stammt vom 10. November 1940.
Seit 1964 gibt es hier die Universität Ashiya. 1991 wurde das Ashiya City Museum of Art and History gebaut.

## Geographie
Ashiya liegt östlich von Kōbe und westlich von Amagasaki.

## Verkehr
- Straße:

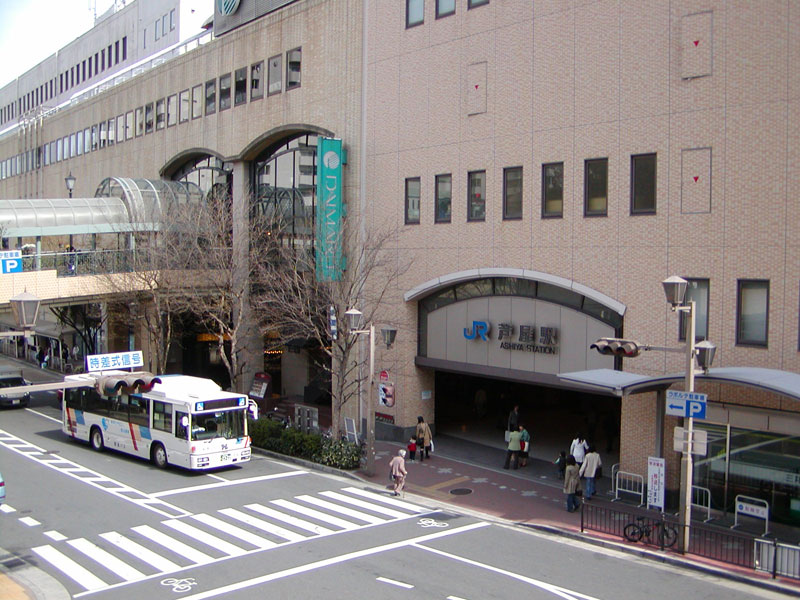
Bahnhof Ashiya

  - Nationalstraße 2, nach Osaka oder Kitakyūshū
  - Nationalstraße 43
- Zug:
  - Sanyō-Shinkansen
  - Hanshin-Hauptlinie
  - Kōbe-Hauptlinie

## Sehenswürdigkeiten
In Ashiya befindet sich das Haus Koshino des Architekten Tadao Andō im Stadtteil Okuikecho.

## Städtepartnerschaften
- Montebello, USA – seit 1961

## Persönlichkeiten
Junichiro Tanizaki lebte hier von 1934 bis 1936, weshalb in Ashiya das Tanizaki Junichiro Memorial Museum of Literature errichtet wurde.

### Söhne und Töchter der Stadt
- Paul Fierlinger (1936–2025), US-amerikanischer Animator
- Ryōsuke Kakigi (* 1991), Fußballspieler
- Shū Kamo (* 1939), Fußballspieler und -trainer
- Yuriko Koike (* 1952), erste Verteidigungsministerin Japans, LDP
- Takuya Kuroda (* 1980), Jazztrompeter, -komponist und -arrangeur
- Yasutomi Nishizuka (1932–2004), Biochemiker
- Tiger Okoshi (* 1950), US-amerikanischer Jazztrompeter
- Paul Toshihiro Sakai (* 1960), Weihbischof in Osaka
- Takemitsu Takizaki (* 1945), Unternehmer
- Hidehiko Yamabe (1923–1960), Mathematiker
- Tsuruko Yamazaki (1925–2019), Künstlerin

## Angrenzende Städte und Gemeinden
- Kōbe
- Nishinomiya